# 高淳吴氏宗祠
高淳吴氏宗祠位于中華人民共和國江苏省南京市高淳区淳溪镇淳溪老街（中山大街）东端，始建于乾隆四十六年（1781年）。1938年6月4日至7日，陈毅率新四军第一支队东进苏南地区时曾将司令部设在此处，期间曾作《东征初抵高淳》一诗。该建筑群现为纪念馆。
该建筑群大门面向官溪河，背靠淳溪老街，分为三进，中轴线上依次为正门（门外侧砌八字形罩墙，门内侧二层为戏楼“观乐台”，楼下设通道）、享堂和祭堂，均为面阔三间的砖木结构建筑，采用徽派建筑风格，享堂和祭堂均以楠木作柱、柏木作梁，并在建筑中大量使用木雕工艺，如享堂廊下的方格屏风门束腰板位置雕有“二十四孝图”。